# Кульчицький Микола Костянтинович
Мико́ла Кульчи́цький  (*16(28) січня 1856, Кронштадт, нині Ленінградської області Російської Федерації — †30 січня 1925, Лондон) — гістолог, ембріолог, вихованець, член-кореспондент Санкт-Петербурзької Військово-медичної академії (1898), міністр народної освіти Росії (1916), доцент (з 1883 р.) і професор (з 1889 р.) Харківського університету; професор Оксфордського університету (Велика Британія).

## Життєпис
Народився в сім'ї офіцера. Початкову освіту здобув у Тамбовській гімназії, яку закінчив з відзнакою в 1874 р.
У 1874 році вступив на медичний факультет Харківського університету, який закінчив в 1879 лікарем з відзнакою і був залишений для підготовки до професорського звання.
У 1882 році захистив дисертацію «О строении телец Grandry» М.К. Кульчицький — отримав ступінь доктора медицини. З 1883 — приват-доцент і прозектор при кафедрі гістології.
З 1887 по 1888 роки був у відрядженні в Росії й за її межами. 
З 1889 року — екстраординарний, а в 1893-1910 роках — ординарний професор гістології, водночас у 1897–1901 — декан медичного факультету Харківського університету.
У 1898 р. М.К. Кульчицького обрали членом-кореспондентом Військово-медичної академії в Санкт-Петербурзі.
Був членом Харківського відділу Російського Собранія, а в 1906 — членом Ради Харківського відділу Союзу Руського Народу.
У лютому 1906 р. був обраний гласним Харківської міської думи, також був обраний від міста до Педагогічної ради 3-ї чоловічої гімназії.
У 1912—1914  рр. — попечитель Казанського навчального округу, у 1914–1916 рр. — попечитель Петроградського навчального округу, у 1916—1917 рр. — міністр народної освіти Росії.
З 1914 р. — таємний радник, з 20 січня 1916 р. — сенатор. 27 грудня 1916 р. обраний сенатором (із залишенням на посаді попечителя освіти Росії), але пропрацював в цій якості всього 2 місяці.
У 1918 році був заарештований більшовиками, але незабаром звільнений, після чого поїхав до Харкова. В кінці 1918 р. пішки (за 22 дні) з сім'єю дістався до Севастополя. У 1921 році, на англійському судні, що вивозило з Криму біженців, виїхав до Стамбулу. Від 1921 — у Великої Британії, працював у Відділі анатомії Лондонського університету. Почавши роботу викладача, отримав дослідний грант від Medical Research Council, що дозволило йому продовжити, розпочату ще в 1881 р. роботу з вивчення нервових закінчень у м'язах. Описав 2 типу еферентних закінчень в поперечно-смугастої мускулатури, один з яких пов'язаний з іннервацією, що йде від мозку. Стаття під назвою «Нервові закінчення в м'язах» була опублікована в англійському журналі «Journal of Anatomy» в січні 1924 р
Вранці 29 січня 1925 р., в день своєї 69-ї річниці, увійшов в шахту непрацюючого ліфта в Лондонському університеті і розбився. Смерть наступила в ніч на 30 січня.
У некролозі говорилося, що був почесним членом Анатомічних товариств Великої Британії і Ірландії, кавалером ордена Почесного Легіону.

## Наукова діяльність
Сфера наукових інтересів - гістологічна будова шлунково-кишкового тракту, гістологія нервової системи, техніка мікроскопічних досліджень. Кульчицьким уперше було здійснено детальний опис морфології й фізіології ентерохромафінних клітин шлунково-кишкового тракту (клітини Кульчицького). Він запропонував спосіб забарвлення мієлінальних оболонок нервових волокон (метод Кульчицького).
Кульчицькому належать відкриття слізної залози у щурів і слепишей, завдяки чому було встановлено родинний зв'язок між двома родинами гризунів (Muridae і Spalacidae).
Він є автором підручника «Основы практической гистологии» (ч. 1, Х., 1889; 1892; 1897; 1907; 1909; ч. 2, Х., 1890; 1903; 1908; 1909; 1912) та низки наукових праць.

## Нагороди
Сім російських орденів і французький орден Почесного легіону.

## Праці
- К вопросу о строении слизистой оболочки тонких кишек и механике всасывания // Протоколы заседаний мед. секции Об-ва опыт. наук при Харьков. ун-те. 1882;
- О строении телец Grandry. Х., 1882;
- Двойное окрашивание кармином и пикриновой кислотой // Тр. мед. секции Об-ва опыт. наук при Харьков. ун-те. 1884;
- Краткий очерк о гистологии с приложением специального исследования тканей и органов. 1890;
- Биологические заметки профессора Н. К. Кульчицкого об аденоидном органе и пищеводе селяхий. Харьков, 1912;
- Полный конспект по гистологии Н. К. Кульчицкого. Изд.4-е. Петроград-Одесса, 1917;
- Nerve endings in muscles // J. of Anatomy. 1924. Vol. 58, part 2;
- Nerve endings in the muscles of the frog // J. of Anatomy. 1924. Vol. 59, part 1.